# حركية حامل شبه موصل
تعد الانتقالية - mobility مقياساً لمدى تحرك حاملات الشحنة-carriers في مادة معينة. يعبر عنها غالبا بالرمز μ وتعرف بأنها نسبة سرعة الحاملات باتجاه المجال (سرعة الانجراف - drift velocity، vd) إلى قيمة المجال الكهربائي ζ:.
{\displaystyle \mu =\left\vert {\frac {V_{d}}{\zeta }}\right\vert }
يعبر عن الانتقالية عادة بالسنتيمترات المربعة لكل فولت ثانية {\displaystyle ((cm^{2})/(V.s))}.
في شبه الموصل، تنطبق حركية الحاملات على الإلكترونات والفجوات. انتقال كل من الإلكترون والفجوة يعتمد على تركيز شوائب المانحات donors ، الحرارة، ما إذا كانت الحاملات الأقلية أم الحاملات الأغلبية.(الحاملات الأغلبية تكون إلكترونات في المواد نوع سالب n-type وفجوات في المواد ذات النوع الموجب p-type). إضافة لذلك، إن سرعة الانجراف وبالتالي حركية الحاملات تتأثر بتبعثر الحاملات والمجال الكهربائي.

## اعتمادية تركيز التطعيم
تتكون حاملات الشحنة في أشباه الموصلات من الكترونات وفجوات وتكون أعدادها محكومة بتركيز العناصر الشائبة، أي تركيز التطعيم. بالتالي، فإن لتركيز التطعيم تأثيراً بالغاً في حركية الحاملات.
في حين أن هناك تبعثراً ملحوظاً في البيانات التجريبية، للمواد المعوضة (التي لايحسب حساب للتطعيم بها)، تتميز الحركية في السيليكون بالعلاقة التجريبية:
{\displaystyle \mu =\mu _{o}+{\frac {\mu _{1}}{1+({\frac {N}{N_{\text{ref}}}})^{\alpha }}}}
حيث N تركيز التطعيم (إما ND أوNA), وNref وα متغيرات ملائمة. عند درجة حرارة الغرفة, تصبح المعادلة السابقة:
حاملات الأغلبية:
{\displaystyle \mu _{n}(N_{D})=65+{\frac {1265}{1+({\frac {N_{D}}{8.5\times 10^{16}}})^{0.72}}}}
{\displaystyle \mu _{p}(N_{A})=48+{\frac {447}{1+({\frac {N_{A}}{6.3\times 10^{16}}})^{0.76}}}}
حاملات الأقليّة:
{\displaystyle \mu _{n}(N_{A})=232+{\frac {1180}{1+({\frac {N_{A}}{8\times 10^{16}}})^{0.9}}}}
{\displaystyle \mu _{p}(N_{D})=130+{\frac {370}{1+({\frac {N_{D}}{8\times 10^{17}}})^{1.25}}}}
تنطبق هذه المعادلات على السيليكون فقط وعند المجال المنخفض.

## العلاقة بين تبعثر الحاملات والانتقالية
تذكر أن التعريف ينص على أن الحركية معتمدة على سرعة الانجراف. تتأثر السرعة الانجرافية للحاملات بالحوادث المبعثرة، أي، بتغير الاتجاه و\أو طاقة الحاملات إثر التصادم مع جسيم، مثل ذرة مشحونة شائبة أو فونون.

### تأثير التبعثر على حركية الحاملات
لو اعتبرنا القوة المؤثرة على الكترون نتيجة للمجال الكهربائي هي:
{\displaystyle F=-q\zeta =m_{e}^{*}{\frac {dv}{dt}}}
وبإعادة الترتيب،
{\displaystyle dv=-{\frac {q\zeta }{m_{e}^{*}}}dt}
بمكاملة الطرفين
{\displaystyle v(t)-v(t_{o})=-{\frac {q\zeta }{m_{e}^{*}}}(t-t_{o})}
حيث to زمن التصادم السابق (حادثة التبعثر).

## اعتمادية الحرارة
|                 | سيليكون Si | جرمانيوم Ge | GaAs   |
| --------------- | ---------- | ----------- | ------ |
| حركية الإلكترون | ∝T-2.4     | ∝T-1.7      | ∝T-1.0 |
| حركية الفجوة    | ∝T-2.2     | ∝T-2.3      | ∝T-2.1 |

بزيادة درجة الحرارة، يزداد تركيز الفونونات متسببا في زيادة التبعثر. الجدول السابق يوضح بعض القيم التجريبية لكل من Si, Ge .